# Jószerencse teóriák
A szerencse koncepciója univerzálisan jelen van minden földi kultúrában. Az emberi törekvés, hogy saját sorsát irányítása alá vonja és a szerencsét befolyásolja, a civilizáció hajnalától kezdve kiemelkedő jelentőségű.
Az emberi képességek korlátai miatt, melyek megakadályozzák a környezeti tényezők teljes körű kontrollálását és minden jövőbeli változó előrejelzését, szükség van egy olyan nem kézzelfogható elvre, amelynek működési mechanizmusát nem szükséges részleteiben megérteni. Ezáltal az egyén a felelősség egy részét átruházhatja erre az elvre, csökkentve saját cselekedetei következményeinek pszichológiai terhét.

## Gyakorlatba ültetett teóriák
Az emberi élet során különböző mértékben kedvező vagy kedvezőtlen helyzetek alakulnak ki, és az egyén arra törekszik, hogy befolyásolja azokat a paramétereket, amelyeket a pozitív kimenetelű helyzetek kialakulásáért felelősnek tart.
Amennyiben valakit kedvező szerencse ér, igyekszik azt tartósan megőrizni.
Az emberiség számos különböző módszert fejlesztett ki ennek érdekében, amelyeket a folklórban és néprajzi leírásokban hiedelmek vagy babonák néven ismerünk. A jószerencse teóriák tulajdonképpen azok a babonák és hiedelmek, amelyek a világ minden táján jelen vannak és formálják az egyének világképét.

### Hiedelmek és babonaság - Sorsfordító praktikák
A jószerencse bevonzása olyan gyakorlatokat és babonákat jelent, amelyek célja a pozitív, szerencsés kimenetel elérése az egyén életében. Ezek a praktikák évszázadok óta jelen vannak a különböző kultúrákban, és gyakran kapcsolódnak a hitrendszerekhez és a népi hiedelmekhez.
A régi hitek követői számára a szerencse bevonzása és a szerencsétlenség elkerülése kulcsfontosságú volt a sors irányításának érzetének fenntartásában. Az emberek számos módszert dolgoztak ki, hogy magukhoz vonzzák a szerencsét, és elhárítsák a balszerencsét. Ezek a praktikák részét képezték a mindennapi életnek és a közösségi rítusoknak.
A szerencse bevonzásának gyakorlatai napjainkban is fennmaradtak, bár jelentőségüket már kevesen tartják komolynak. Az emberek továbbra is követnek bizonyos hagyományos hiedelmeket, de ezek inkább kulturális örökségként, semmint vallásos vagy misztikus meggyőződésként jelennek meg.
Számos hagyományos jószerencsehozó gyakorlat létezik, amelyek közül néhány a következő: a kéményseprővel való találkozás szerencsét hoz; a katica pöttyeinek száma szerencsét jelez; a négylevelű lóhere ritkasága miatt szerencsés jelkép; újévkor sült malacot fogyasztani a jólét és a bőség szimbóluma; a tenyér viszketése pénz érkezését jelzi; a nyúlláb viselése szerencsét hoz; és véletlenül fordítva felvenni a ruhát szerencsét jelent.
A szerencse bevonzásának gyakorlatai mélyen gyökereznek a kultúrákban, és bár napjainkban sokan már nem tulajdonítanak komoly jelentőséget ezeknek a hiedelmeknek, továbbra is fontos részei maradnak a folklórnak és a kulturális örökségnek.

### Hiedelmek és szokások, amik balszerencsét hozhatnak
A jószerencse elűzése a régi hiedelmek szerint akár tudatlansággal is megvalósítható, és ez a hit a mai napig fennmaradt. Ismeretesek olyan hiedelmek, amelyek szerint például a körbesöpört ember szerencséje eltávozik, továbbá tilos a szemetet kivinni az év utolsó napján, illetve házimunkát végezni ezen a napon, mivel úgy tartják, hogy ez egész évre kiterjedő szerencsétlenséget vonhat maga után. Azok, akik nem ismerték ezeket a teóriákat, gyakran szidalmazásban részesülhettek az idősebb, babonás emberek részéről.
Továbbá léteznek olyan szokások, amelyek azon a babonán alapulnak, hogy szerencséje lesz annak, akinek jószerencsét kívánnak. Egyesek kifejezetten kérik barátaikat és ismerőseiket, hogy kívánjanak nekik szerencsét, amikor nehézségekkel néznek szembe, mivel úgy vélik, hogy ez közvetlen módja a szerencse bevonzásának. 
Történelmileg a tengerészek is szívesen fogadták a jószerencse kívánságokat kihajózáskor, különösen a "jó szelet" kifejezést, amely azt jelentette, hogy ne kerüljenek viharba, és a szél kedvezően támogassa őket a gyors hazatérésben. Ezen kívánságok közé tartozik a fordított logikájú "kéz és lábtörést" kívánság is, amelynek célja, hogy elkerüljék a balszerencsét.

### Az elterelés logikája
Az elterelés logikája azon hiedelmeken alapul, amelyek célja a szerencsétlenségek elkerülése különféle óvintézkedések és babonás gyakorlatok révén. Például, ha valaki nem megy át a létra alatt, kerüli a fekete macskákat, vagy törött cserép láttán óvatos, mindezek olyan viselkedésformák, amelyek célja a szerencsétlenség elhárítása.
Az ilyen magatartásformák közé tartozik a 13-as számmal kapcsolatos félelem, amelyet triszkaidekafóbiának neveznek, és amely a tizenhármas számhoz kapcsolódó babonás félelmet jelenti. Ugyanakkor ennek az ellentéte is előfordul a különböző kultúrákban, de ennél sokkal furcsább félelmek és hiedelmek is léteznek.

## Jószerencse a mai világban
Amikor valakinek őszintén jószerencsét kívánunk, az egy gesztus, amely szorosabb kapcsolatot alakíthat ki a felek között, és a jóindulat kifejezésének tekinthető. A kapcsolatépítés egyik alapvető formája, hogy szimpátiánkat fejezzük ki azzal, hogy jószerencsét kívánunk.
Azok, akik hisznek abban, hogy a rosszakarat valóban szerencsétlenséget okozhat, rendszerint abban is hisznek, hogy a jókívánságok megvalósulnak. A "jóakarók" kifejezés régóta használatos olyan személyekre, akik másoknak kedvező szándékkal kívánnak sikert és jólétet.